# Teruo Hayashi
Sôke Teruo Hayashi  林 輝男, Hayashi Teruo (Nara, Japón, 21 de octubre de 1924 - Osaka, 24 de septiembre de 2004) fue el fundador de la Escuela Hayashi-Ha Shito-Ryu.

## Biografía
Desde los trece hasta los dieciocho años estuvo practicando judo en el Dojo Kusunogibukan. Por aquel entonces, comenzó la guerra y tuvo que alistarse como soldado. Fue a Kyushu y permaneció allí hasta el final de la guerra. A su vuelta comenzó a practicar Karate.
Estudió karate con Kosei Kokuba (nombre Okinawo que se pronuncia como Kuniba en japonés), alumno del maestro Kenwa Mabuni, fundador de la escuela Shitō-ryū. Posteriormente Hayashi decide viajar a Okinawa para estudiar y buscar las raíces del karate. Allí estudió durante varios años, y también se inició en el estudio y práctica del kobudo (lucha con diferentes armas tradicionales) del cual llegó a ostentar el grado de 10° DAN siendo un maestro muy famoso dentro de este arte marcial.
Allí estudió por varios años kárate y armas (kobudo) bajo la dirección de Shoshin Nagamine, quién es fundador de Matsubayashi-Shorin-Ryu, y de Kenko Nakaima, quién es líder del poco conocido pero muy poderoso estilo Ryuei-Ryu. Tuvo que pasar muchas pruebas y más de un año para poder ser aceptado por Nakaima, pero Hayashi al final se transformó en una de las primeras personas de afuera en aprender este estilo familiar y enseñarlo fuera de Okinawa.
Hayashi se convirtió en el primer extranjero en ser aceptado e instruido para aprender este estilo de karate de la familia.
Hayashi se dedica por completo en aprender y asimilar el estudio del Karate, y llega a ser un luchador famoso y temido en los Dojos de Okinawa, por su gran destreza en combate, pues su combinación de varias escuelas de Karate hace que desarrolle un estilo completo y variado, adaptando lo mejor de cada escuela que estudia.
Tras dar por concluida su etapa de formación en Okinawa, Hayashi decide regresar a Japón y fundar su propia escuela de karate donde logra fusionar el Karate aprendido de sus maestros en Japón con el karate tradicional de Okinawa. Debido a su origen el estilo de karate Hayashi-Ha Shitō-ryū Kai es muy armónico, destacando por la variedad y riqueza de su técnica. Variedad y riqueza que quedan reflejados en sus katas, que recogen katas de Ryūei-ryū y otras enseñanzas de Okinawa son parte del plan de estudios de Hayashi-ha Shitō-ryū.
Hayashi fue, sin lugar a dudas, uno de los más destacados maestros de karate. Ocupó el cargo de Presidente Técnico de la Unión Mundial de Organizaciones de Karate (WUKO), que después se reorganizó como la Federación Mundial de Karate (WFK). En 1995 recibió su 9.º Dan y hasta el 24 de septiembre de 2004, cuando muere, ocupó el cargo de Presidente Jubilado del Consejo de Arbitraje de la Federación Mundial de Karate (WFK). En reconocimiento a su dilatada labor en el desarrollo del Karate como disciplina, la Asocicación Japonesa de Kárate, le otorgó el 10.º. Dan, Post mortem.